# دوري الدرجة الثالثة الإماراتي
دوري الدرجة الثالثة الإماراتي هو المستوى الرابع من مسابقة دوري كرة القدم في دولة الإمارات العربية المتحدة ، ويتم تنظيم الدوري من قبل اتحاد الإمارات لكرة القدم للأندية والجامعات الممولة من القطاع الخاص مع فرق الهواة. تأسست الرابطة في عام 2021  و توج نادي جلف يونايتد بأول نسخة.